# Lavalier

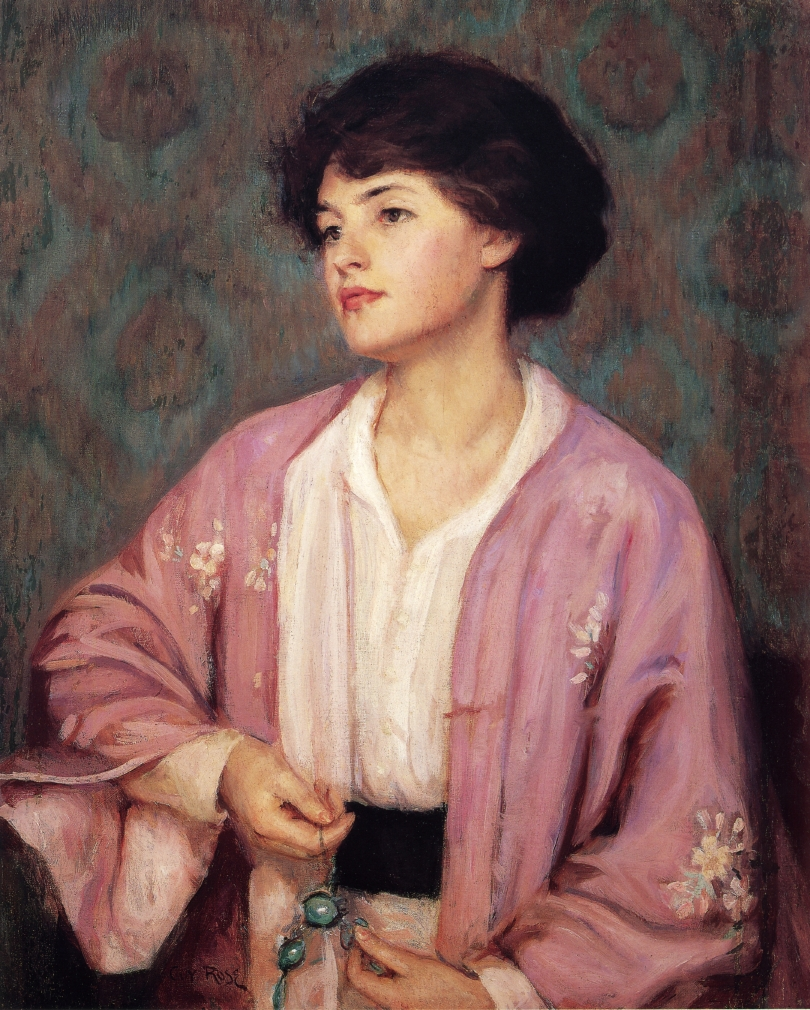
El Lavalier por Guy Rose

Un lavalier (también escrito lavaliere o lavalliere) es el nombre por el que se conoce en el ámbito lingüístico anglosajón a un elemento de joyería que consiste en un tipo de colgante o gargantilla, en el que una piedra preciosa o semipreciosa se suspende de un collar.

## Historia
Este tipo de joya fue popularizado por la duquesa de la Vallière, una amante del rey Luis XIV de Francia. Un lavalier puede reconocerse por su colgante (que normalmente consta de una piedra y/o un conjunto de varios elementos suspendidos) unido al collar por una cadena en vez de engarzarse mediante una montura rígida. A pesar de su antiguo origen, el primer uso escrito del término está documentado en 1906.
Según Hans Nadelhoffer, en su obra Cartier: Joyeros Extraordinarios (1984), p. 50:

Una forma especial de collar producido alrededor de 1900 fue el lavallière, una alusión imaginativa a una moda llamada así por la actriz Ève Lavallière, suspendiendo dos colgantes superpuestos, generalmente de diferentes longitudes. El collar a menudo consistía en un simple cordón de seda con motivos deslizantes de diamantes, en el que los motivos finales imaginativos a menudo se entrelazaban. La princesa George de Grecia (Marie Bonaparte) recibió un lavallière con dos conos de abeto de diamantes, uno de la Zarina de Rusia con bellotas de amatista. Eve Lavallière hizo su debut en 1891 en el Théâtre des Variétés, habiendo trabajado anteriormente en una fábrica de sombreros, atando cintas. Las corbatas que se produjeron de esta manera se llamaron "lavallières" y proporcionaron un nombre artístico para la actriz, cuyo verdadero nombre era Eve Ferroglio. Murió en un convento en 1929.

## Otros significados
- "Lavallière" es el nombre utilizado en francés para denominar al corbatón, un tipo de corbata especialmente ancho con un nudo muy vistoso.[2]
- En inglés, un Lavalier también es por extensión un tipo de micrófono de solapa, que originalmente se colocaba a las personas cuya voz se quería recoger, mediante un cordón o una cadenilla alrededor del cuello, cuya disposición recuerda a la de un colgante.[3] El uso de esta palabra se generalizó en la década de 1960.
- El sistema de fraternidades universitarias estadounidenses adoptó un lavalier conteniendo las letras de la fraternidad como parte de o dentro del colgante, que se regala a la pareja para simbolizar un compromiso matrimonial.